# Chung
mChung ist ein koreanischer Familienname.

## Namensträger
- Chung Bi-won (* 1960), südkoreanischer Boxer
- Chung Chang-ho (* 1967), südkoreanischer Jurist und Richter am Internationalen Strafgerichtshof
- Chung Chung-hoon (* 1970), südkoreanischer Kameramann
- Chung Dong-young (* 1953), südkoreanischer Politiker
- Chung Hae-won (1959–2020), südkoreanischer Fußballspieler
- Chung Hee-seok (* 1977), südkoreanischer Tennisspieler
- Chung Hee-sung (* 1976), südkoreanischer Tennisspieler
- Chung Hoi Yuk (* 1964), Badmintonspielerin aus Hongkong
- Chung Hye-kyong (* 1981), südkoreanische Weit- und Dreispringerin
- Chung Hyeon (* 1996), südkoreanischer Tennisspieler
- Chung Hyun Kyung (* 1956), südkoreanische Theologin
- Chung Il-kwon (1917–1994), südkoreanischer General
- Chung Jae-hee (* 1978), südkoreanische Badmintonspielerin
- Chung Jae-hun (* 1974), südkoreanischer Bogenschütze
- Chung Jae-won (* 2001), südkoreanischer Eisschnellläufer
- Chung Ji-young (* 1946), südkoreanischer Filmregisseur
- Chung Jong-kwan (* 1961), südkoreanischer Boxer
- Chung Jong-son (* 1966), südkoreanischer Fußballspieler
- Chung Jong-soo (* 1961), südkoreanischer Fußballspieler
- Chung Ju-yung (1915–2001), südkoreanischer Industriemagnat
- Chung Ki-young (* 1959), südkoreanischer Boxer
- Chung Kook-chin (1917–1976), südkoreanischer Fußballspieler, -trainer und -funktionär
- Chung Kyung-ho (* 1980), südkoreanischer Fußballspieler
- Chung Kyung-wha (* 1948), südkoreanische Violinistin
- Chung Man Yee (* 1951), chinesischer Szenen- und Kostümbildner, Artdirector und Filmregisseur
- Chung Mong-koo (* 1938), südkoreanischer Industrieller
- Chung Mong-joon (* 1951), südkoreanischer Politiker und Fußballfunktionär
- Chung Myung-hee (* um 1965), südkoreanische Badmintonspielerin
- Chung Myung-whun (* 1953), südkoreanischer Dirigent und Pianist
- Chung Nam-kyun (* 1978), südkoreanischer Langstreckenläufer
- Chung Nam-sik (1917–2005), südkoreanischer Fußballspieler
- Chung Serang (* 1984), südkoreanische Autorin
- Chung So-young (* 1967), südkoreanische Badmintonspielerin
- Chung Su Sing (1935–2022), osttimoresisch-portugiesischer Offizier
- Chung Sye-kyun (* 1950), südkoreanischer Politiker
- Chung Thị Thanh Lan (* 1962), vietnamesische Schwimmerin
- Chung Tze-min (* 1968), taiwanischer Tennisspieler
- Chung Un-chan (* 1947), südkoreanischer Politiker
- Chung Wai Yan (* 1998), chinesische Hochspringerin (Hongkong)
- Chung Yong-ho (* 1943), südkoreanischer Tennisspieler
- Chung Yong-hwan (1960–2015), südkoreanischer Fußballspieler
- Chung Yun-hee (* 1983), südkoreanische Marathonläuferin
- Chung Yun-seong (* 1998), südkoreanischer Tennisspieler

sowie von:
- Alexa Chung (* 1983), britische Moderatorin und Mannequin
- Arthur Chung (1918–2008), guyanischer Politiker (parteilos)
- Bora Chung (* 1976), südkoreanische Schriftstellerin
- Chang-Hun Chung (* 1990), deutscher Bodybuilder
- Charlet Chung (* 1983), US-amerikanische Schauspielerin und Synchronsprecherin
- Chi Hyun Chung (* 1970), bolivianischer Politiker
- David Chung (Schauspieler) (1946–2006), koreanischer Schauspieler
- David Chung (Kameramann), chinesischer Kameramann
- David Chung (Fußballfunktionär) (* 1962), malaysisch-papua-neuguineischer Fußballfunktionär
- David Chung (Golfspieler) (* 1990), US-amerikanischer Golfspieler
- Deborah Chung (* 1952), US-amerikanische Materialforscherin
- Donald Chung († 2014), US-amerikanischer Koreakriegsveteran
- Fan Chung (* 1949), taiwanisch-US-amerikanische Mathematikerin
- Felix Chung (* 1963), chinesischer Politiker
- France Chung Po Chuen (um 1917–2011), chinesischer anglikanischer Bischof von Mauritius
- Gillian Chung (* 1981), chinesische Musikerin und Schauspielerin
- Julie J. Chung (* 1973), US-amerikanische Diplomatin
- Jamie Chung (* 1983), US-amerikanische Schauspielerin
- June Kwon-Chung (* 1933), südkoreanisch-amerikanische Mykologin
- Kai Lai Chung (1917–2009), chinesisch-amerikanischer Wahrscheinlichkeitstheoretiker
- Kyu-Myung Chung (1929–2005), koreanischer Physiker
- Lee Isaac Chung (* 1978), US-amerikanischer Regisseur und Drehbuchautor
- Margaret Chung (1889–1959), US-amerikanische Ärztin
- Mark Chung (* 1957), deutscher Musiker
- Mark Chung (Fußballspieler) (* 1970), US-amerikanisch-kanadischer Fußballspieler
- Meehyun Chung (* 1963), koreanische evangelische Theologin und Kirchenhistorikerin
- Ook Chung (* 1963), kanadischer Autor
- Patrick Chung (* 1987), jamaikanischer Footballspieler
- Peter Chung (Animator) (* 1961), südkoreanischer Animator
- Peter Chung Hoan Ting (* 1928), malaysischer Geistlicher, Erzbischof von Kuching
- Peter Chung Soon-taek (* 1961), südkoreanischer Ordensgeistlicher, Erzbischof von Seoul
- Rae Kwon Chung, südkoreanischer Hochschullehrer
- Richard Chung (* 1989), Tennisspieler aus Trinidad & Tobago
- Roger Chung Po Chuen, anglikanischer Bischof
- Roy Chung (* 1957), US-amerikanischer Soldat und Deserteur
- Tai Hyun Chung (1882–1971), koreanischer Botaniker
- Thomas Chung An-zu (* 1952), taiwanischer Geistlicher, Erzbischof von Taipeh
- Wonseok Chung (* 1969), koreanischer Germanist